# Język dibole
Język dibole, także babole, południowy bomitaba – język zagrożony wymarciem z rodziny bantu, używany w Kongo w departamencie Likouala.
W klasyfikacji Guthriego zaktualizowanej przez J.F. Maho język dibole zaliczany jest do języków ngondi grupy geograficznej języków bantu C a jego kod to C101.
Dialekty dibole to: środkowy dibole (kinami), północny dibole (dzeke) i południowy dibole (bouanila).